# Werner Arber
Werner Arber (sinh ngày 3.6.1929) là nhà vi sinh vật học và nhà di truyền học người Thụy Sĩ đã đoạt giải Nobel Sinh lý và Y khoa năm 1978 chung với Hamilton O. Smith và Daniel Nathans, cho việc khám phá ra các Enzyme giới hạn. Công trình nghiên cứu của họ đã dẫn tới việc phát triển công nghệ DNA tái tổ hợp.

## Cuộc đời và Sự nghiệp
Werner Arber sinh tại Gränichen, bang Aargau. Ông học trường công lập, rồi vào trường Trung học Kantonsschule Aarau. Sau đó ông học Hóa học và Vật lý học ở trường ETH Zürich từ năm 1949 tới 1953. Cuối năm 1953 ông làm phụ tá ở khoa soi kính hiển vi điện tử ở Đại học Geneva, sau đó ông đi vào nghiên cứu các sinh vật ăn vi khuẩn (bacteriophage) rồi viết luận văn về các cá thể đột biến "phage lambda" (Enterobacteria phage λ) suy yếu. Ông đậu bằng tiến sĩ ở Đại học Geneva năm 1958.
Sau đó Arber sang Hoa Kỳ làm việc ở Đại học Nam California về di truyền học sinh vật ăn vi khuẩn với Joe Bertani bắt đầu từ mùa hè năm 1958. Cuối năm 1959 ông nhận lời đề nghị trở về Genève vào đầu năm 1960, nhưng chỉ sau khi trải qua "nhiều tuần lễ rất có ích" tại một trong các phòng thí nghiệm của Gunther Stent ở Đại học California tại Berkeley, của Joshua Lederberg ở Đại học Stanford và của Salvador Luria ở Học viện Công nghệ Massachusetts.
Trở về Đại học Geneva, ông làm việc trong phòng thí nghiệm ở tầng hầm của Viện Vật lý học nơi ông tiến hành nghiên cứu có nhiều kết quả và gặp gỡ "nhiều sinh viên đã tốt nghiệp hạng nhất, các nghiên cứu sinh sau tiến sĩ và các nhà khoa học cấp cao". Năm 1965 ông được thăng chức giáo sư đặc biệt về di truyền học phân tử ở Đại học Genève. Năm 1971 ông chuyển sang Đại học Basel, sau khi đã trải qua một năm làm giáo sư thỉnh giảng ở phân khoa Sinh học phân tử của Đại học California tại Berkeley. Ở Đại học Basel, ông là một trong các người đầu tiên làm việc ở Biozentrum (Trung tâm Sinh học) mới được xây dựng  Lưu trữ ngày 28 tháng 5 năm 2007 tại Wayback Machine, trong đó chứa các phân khoa Lý sinh, Hóa sinh, Vi sinh vật học, Sinh học cấu trúc, Sinh học tế bào và Dược lý học nên đã giúp nhiều cho việc nghiên cứu liên ngành.

## Đời tư
Arber đã kết hôn và có hai người con gái.

## Giải thưởng và Vinh dự
- Ông là ủy viên Ban khoa học của World Knowledge Dialogue Lưu trữ ngày 5 tháng 5 năm 2006 tại Wayback Machine và của Viện Hàn lâm Khoa học giáo hoàng từ năm 1981.
- Viện sĩ Viện Hàn lâm Khoa học và Nghệ thuật Hoa Kỳ năm 1984.[2]
- Giải Nobel Sinh lý và Y khoa năm 1978 (chung với Hamilton O. Smith và Daniel Nathans)
- Giáo hoàng Biển Đức XVI bổ nhiệm ông làm Chủ tịch Viện hàn lâm giáo hoàng về Khoa học vào tháng 1 năm 2011, khiến ông trở thành người Tin Lành đầu tiên giữ chức vụ này.[3]